# Dianema (Tiergattung)
Dianema ist eine Gattung aus der Familie der Panzer- und Schwielenwelse (Callichthyidae). Beide Arten der Gattung kommen im tropischen Südamerika, im Amazonasbecken vor. Wegen ihrer äußeren Erscheinung werden die spindelförmigen, langgestreckten Fische mit nach vorn gerichteten Barteln oftmals auch als Torpedowelse oder Torpedo-Schwielenwelse bezeichnet.

## Merkmale
Die Arten können eine Standardlänge von 8,2 bis 8,4 cm erreichen. Die Maxillarbarteln sind lang, gewöhnlich reichen sie bis hinter die Kiemenöffnung. Der Unterkiefer ist bezahnt, Cope beschreibt die Zähne als winzig, bürstenartig. Der Stachelstahl der Rückenflosse ist etwa so lang wie der erste verzweigte Flossenstrahl. Eine Fettflosse, mit Stachel, ist vorhanden.

## Lebensraum und Lebensweise
Im Gegensatz zu anderen Panzer- und Schwielenwelsen, die sich in der Regel am Boden aufhalten, bevorzugen Dianema-Arten freischwimmend mittlere Wasserschichten. Sie sind Allesfresser. In der Fortpflanzungszeit bauen die Männchen ein schwimmendes Schaumnest und bewachen die Eier während der Entwicklung.

## Aquaristik
Die zwei zur Gattung Dianema gehörenden Arten sind friedliebende Schwarmfische, die sich auch zur Haltung in Aquarien eignen. Als Darmatmer können sie zusätzlich atmosphärische Luft aufzunehmen, dafür ist ein freier Zugang zur Wasseroberfläche nötig.

## Arten
- Schwielen-Torpedowels (Dianema longibarbis) Cope, 1872
- Schwanzstreifen-Torpedowels (Dianema urostriata) (Miranda-Ribeiro, 1912)[3]